# Otomedius
Otomedius (オトメディウス Otomediusu?) es un videojuego del género matamarcianos con desplazamiento horizontal de Konami, caracterizado por presentar personificaciones de naves espaciales de diversos juegos de la compañía. Los personajes principales, que fueron diseñados por Mine Yoshizaki, son mayoritariamente femeninos con un conjunto de equipamiento que se parece a cazas espaciales de matamarcianos de Konami, como Gradius, Salamander, Thunder Cross, TwinBee o Xexex. El nombre es un juego de palabras, una contracción de los términos "otome" (que significa "doncella" en japonés) y "Gradius".

## Otomedius
Fue el primer matamarcianos de Konami desde Gradius IV en 1999. El arcade fue anunciado en la AOU de 2007 (Arcade Operator's Union expo), con una versión test disponible.
Tiene pantalla táctil y e-AMUSEMENT opcional.
A diferencia de anteriores matamarcianos arcade de Konami, el jugador puede continuar tras perder todas las vidas usando un solo crédito. Se puede elegir qué nivel jugar, con un máximo de tres fases jugables usando un crédito.
Cuando se usa un e-AMUSEMENT PASS, el jugador accede a las siguientes funcionalidades:
- Registro de estadísticas del personaje. El e-AMUSEMENT PASS guarda el nombre del jugador, las cartas Otome obtenidas y los resultados en las fases.
- Desarrollo del personaje. Cuando se usa un personaje, este gana puntos de experiencia (ST) que le permiten subir de rango, posibilitando elegir misiones más difíciles.
- Funcionalidades en línea. Los marcadores del jugador son comparados con otros a través de bases de datos de rankings en línea.

Al acabar el juego se obtiene un elemento llamado otome card (carta otome). Las siguientes cartas están disponibles:
- Weapon card (carta de arma): Permite a los jugadores escoger un tipo de mejora en un espacio para mejoras de la nave antes del comienzo de una misión. Las cartas de nivel 2 y nivel 3 permiten a las armas tener un incremento de potencia aún mayor, pero el aumento de potencia es temporal.
- Illustration card (carta de ilustración): Contiene un fragmento de una ilustración. Tras obtener múltiples illustration cards, se consigue una ilustración. Viene en variantes monocroma y a color. Cuando se consiguen dos piezas monocromas, se convierten en una pieza a color.
- Miracle gift (regalo milagroso): El personaje seleccionado gana 1000 ST.

Cada personaje tiene su propio rango y puntos ST, a través de cuya obtención los rangos van subiendo. Los puntos ST pueden conseguirse de las siguientes formas:
- Recuperando varios Elements en el juego. El grado de dificultad de recoger una cierta cantidad de Elements afecta a los puntos ST obtenidos. Sin embargo, cuando una nave muere en el juego, los Elements obtenidos son reducidos a la mitad.
- Bonus de calificación (rating). Calificaciones de misión elevadas hacen ganar puntos ST, mientras que calificaciones bajas hacen perderlos. Si un jugador continua una misión o fracasa en una misión, la calificación cae.
- Usando una carta miracle gift.

## Otomedius G (Gorgeous!)
Otomedius G (Gorgeous!) (オトメディウスG（ゴージャス！） Otomediusu G (Gōjasu!)?) es la versión del arcade Otomedius para la videoconsola Xbox 360. Además de la edición normal, también se comercializó un conjuntopack que incluía junto con el juego un controlador especial fabricado por Hori que, a la derecha de los botones, presentaba un pequeño touchpad. Usando este elemento táctil, los jugadores podían recrear todas las funcionalidades táctiles de la versión arcade en Xbox 360.
En esta conversión para el mercado doméstico se añadieron los siguientes modos de juego:
- VS Mission: Un boss rush (sucesión de enfrentamientos contra jefes) que presenta jefes de anteriores matamarcianos de Konami. Hasta tres jugadores pueden participar simultáneamente a través de Xbox Live o conexión LAN.

- Gorgeous Mode: Un modo con el diseño de las fases remodelado que presenta seis niveles.

También se sumaron los siguientes cazas:
- Esmeralda
- Poini Coon

Las primeras unidades incluían un caza descargable: Aoba Anoa (con el uniforme de la escuela St. Gradius).
El juego tenía las siguientes funcionalidades en Xbox Live:
- Ranking de marcadores.
- Juego cooperativo.
- Contenidos descargables.